# Стационе (Асти)
Стационе је насеље у Италији у округу Асти, региону Пијемонт.
Према процени из 2011. у насељу је живело 916 становника. Насеље се налази на надморској висини од 260 м.